# Myoglossata
Myoglossata је кладус у склопу подреда Glossata који је у склопу реда лептира (лептири и мољци). Обухвата породицу Neopseustidae и кладус Neolepidoptera. Myoglossata се сматра кладусом, односно групом организама сачињених од једног заједничког претка и свих његових потомака. Карактеристични су по „унутрашњим устима”.
Ови додати унутрашњи галеални мишићи су јединствени за Myoglossata-у и развијају се након што се галеае промене облик у исцрпљиве делове.